# آذر رهنما
آذر رهنما پژوهشگر و روان‌شناس ایرانی و رئیس دانشسرای عالی اصفهان بود. او فرزند زین‌العابدین رهنماست. او از دانشگاه پاریس دکترا گرفت و مدتی ناظر و عضو هیئت نمایندگی ایران در اجلاس یونسکو بود. رهنما همچنین در انتشار چند نشریه از جمله سپیده فردا و زبان آموزگار نقش فعالی داشت.

## آثار
- زندگی شگفت‌انگیز آلبرت شوایتسر، ت. فاسمردال، ترجمه آذر رهنما، انتشارات وزارت فرهنگ و آموزش عالی، انتشارات علمی و فرهنگی، ۱۳۶۵
- مقدمات اصول آموزش و پرورش، تهران، مؤسسۀ انتشارات امیرکبیر، ۱۳۵۶
- زن عجیب: از زندگی تحصیلی‌ام در پاریس
- آفرینش از دیدگاه قرآن
- حیات خداوندگار (مولانا)[۳]